# The Early Years (Eluveitie)
The Early Years è un album di raccolta del gruppo musicale svizzero Eluveitie, pubblicato nel 2012.

## Tracce
1. Verja Urit An Bitus – 2:17
2. Uis Elveti – 4:00
3. Ôrô – 1:27
4. Lament – 4:06
5. Druid – 6:06
6. Jêzaïg – 4:54
7. Spirit – 2:32
8. Uis Elveti – 4:24
9. Your Gaulish War – 5:11
10. Of Fire, Wind & Wisdom – 3:05
11. Aidû – 3:10
12. The Song of Life – 3:58
13. Tegernakô – 6:42
14. Siraxta – 5:39
15. The Dance of Victory – 5:23
16. The Endless Knot – 6:59
17. AnDro – 3:42